# Luiz Henrique (Barão de Holleben)

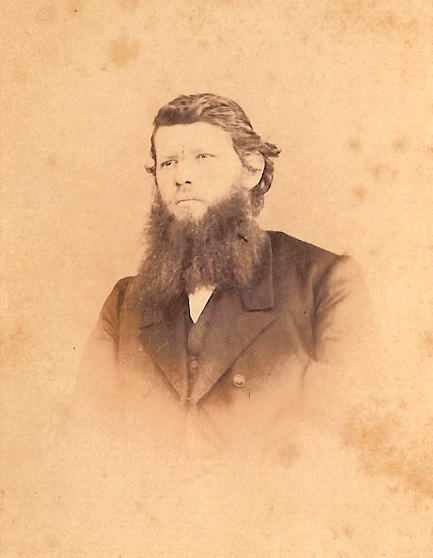
Luiz Henrique, barão de Holleben

Luiz Henrique, barão de Holleben (Rudolstadt, 2 de dezembro de 1832 — Rio Grande, 2 de abril de 1894) foi um engenheiro alemão que trabalhou e residiu no Brasil na segunda metade do século XIX.

## Biografia
Luiz Henrique, barão de Holleben (Ludwig Heinrich von Holleben), nasceu em Rudolstadt na Alemanha no dia 2 de dezembro de 1832. Oriundo de uma nobre família alemã com forte tradição militar, foi admitido para o curso em ciências militares pela Escola Militar de Leipzig no ano de 1851. Serviu como oficial (segundo-tenente) do exército Prussiano, entre 1852-54, junto ao Regimento de Infantaria nº 29, em Trier na Alemanha. Posteriormente, lutou como oficial do Exército Britânico na Guerra da Criméia em 1855. Foi Engenheiro de Obras Públicas da Província do Paraná, entre 1861-68, responsável por traçar e construir a primeira estrada entre Curitiba e a Colônia Dona Francisca (atual Joinville). Acredita-se que o barão de Holleben tenha chegado em Curitiba entre a segunda metade e o final da década de 1850. Sua residência estava situada em uma grande chácara que atualmente engloba o Palacete da Família Leão, o Colégio Estadual do Paraná, o Passeio Público, o Círculo Militar do Paraná e adjacências, no Bairro Alto da Glória na cidade de Curitiba. No Jornal "Diário da Tarde", de 21 de março de 1960, foi veiculada a seguinte nota com base nas observações de Evaristo Biscaia em seu livro "Coisas da Cidade": "A residência do barão de Holleben foi vendida à senhora Maria Clara Leão, mãe do desembargador Ermelino de Leão (Agostinho Ermelino de Leão), e atualmente é a residência do senhor Tobias de Macedo, ligado à tradicional família Leão. O tão conhecido banhado foi transformado pelo senhor Francisco Fontana no simpático recanto, hoje conhecido por Passeio Público".